# Four Golden Flowers
Four Golden Flowers fue un grupo musical femenino de Hong Kong, el nombre del grupo se origina de un tema musical que fue presentado y difundido por un canal de televisión durante la década de los años 1970. Se trata de una de las primeras agrupaciones de música moderna interpretada por damas cantante . En su mayoría han sido notables para realizar una presentación en un programa televiviso llamado "Gócese Tonight".

## Legado
Muchas famosas actrices de Hong Kong, formaron este grupo. Four Golden Flowers o Cuatro flores de oro, fueron producidas por Lydia Shum (Fei-Fei), que falleció el 26 de febrero de 2008 a causa de un cáncer de hígado. El grupo también produjo un tema musical titulado "The Big Sister" que fue interpretada por Liza Wang, quien cumplió un rol muy importante en el crecimiento de la industria de la música de Hong Kong.
- Datos: Q5475206